# Europese weg 69
De Europese weg 69 of E69 is een weg die loopt van Olderfjord naar de Noordkaap in het uiterste noorden van Noorwegen. De weg is 129 kilometer lang. De weg gaat door vijf tunnels die samen 15,5 kilometer lang zijn. De langste en veruit de bekendste is de Noordkaaptunnel met zijn 6,9 kilometer en gaat tot 212 meter onder de zeespiegel. Het noordelijkste deel van het traject wordt tijdens de winter gesloten.

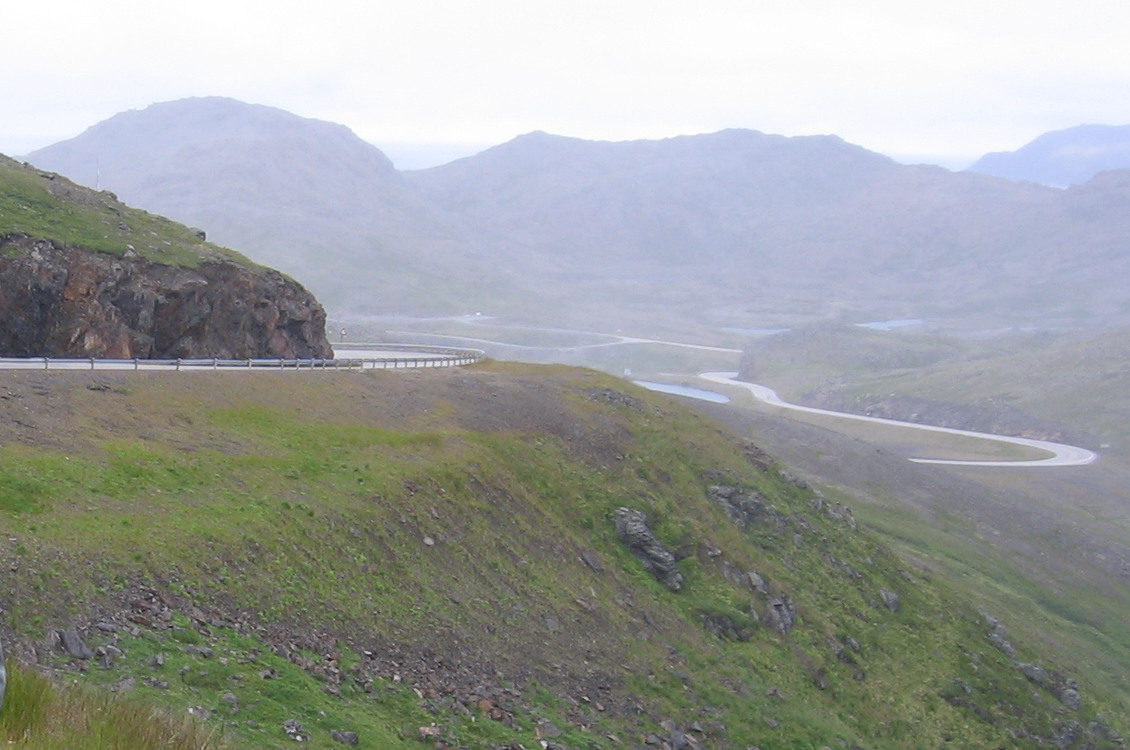
De E69 op Magerøya

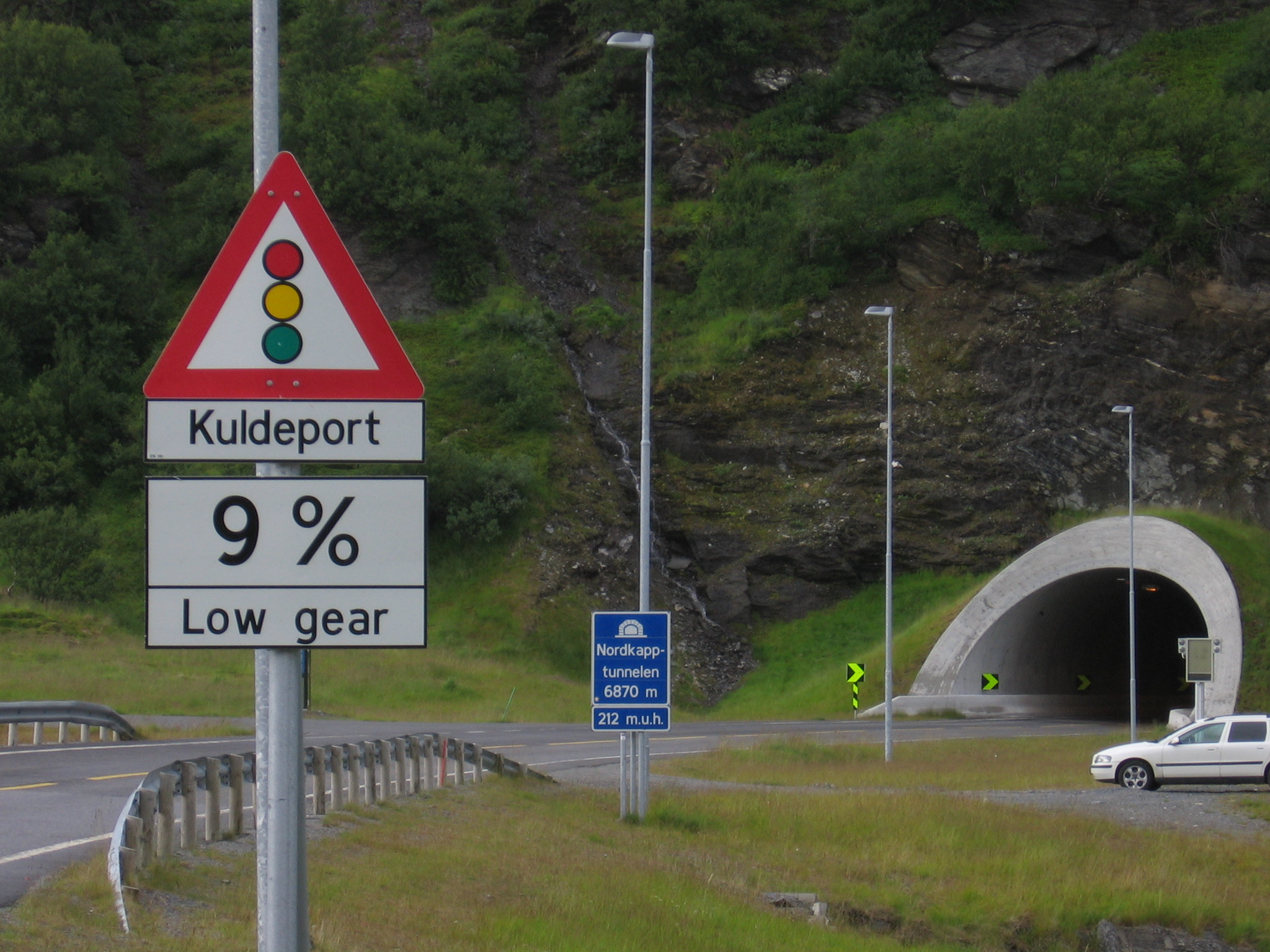
De Noordkaaptunnel

Europese wegen:
E6 · E8 · E10 · E12 · E14 · E16 · E18 · E39 · E45 · E69 · E75 · E105 · E134 · E136
Riksveier:
2 · 
3 · 
4 · 
5 · 
7 · 
9 · 
12 · 
13 · 
15 · 
19 · 
20 · 
21 · 
22 · 
23 · 
25 · 
35 · 
36 · 
40 · 
41 · 
42 · 
44 · 
47 · 
52 · 
55 · 
70 · 
73 · 
77 · 
80 · 
83 · 
85 · 
92 · 
93 · 
94 · 
110 · 
111 · 
120 · 
150 · 
156 · 
159 · 
162 · 
163 · 
190 · 
191 · 
200 · 
282 · 
420 · 
451 · 
502 · 
509 · 
510 · 
518 · 
555 · 
562 · 
580 · 
616 · 
617 · 
658 · 
681 · 
706 · 
827 · 
833 · 
853 · 
862 · 
881 · 
887 · 
892 · 
893